# Gaëtan Gatian de Clérambault

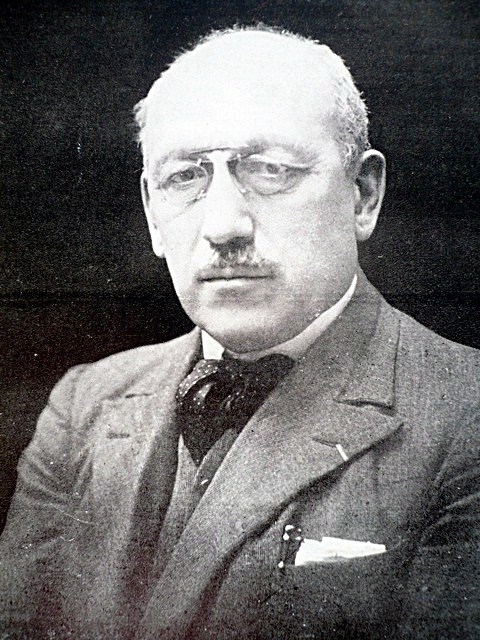
Gaëtan Gatian de Clérambault

Gaëtan Henri Alfred Eduouard Léon Marie Gatian de Clérambault, kurz Gaëtan Gatian de Clérambault (* 2. Juli 1872 in Bourges; † 17. November 1934 in Malakoff), war ein französischer Psychiater, Ethnologe und Fotograf.

## Leben
Clérambault studierte zunächst Jura und angewandte Kunst, begann dann aber ein Medizinstudium, das er 1899 abschloss. Ab 1902 war er Assistenzarzt am Pariser psychiatrischen Polizeikrankenhaus (Infirmerie psychiatrique de la préfecture de police). Von 1903 bis 1904 hielt er sich als Leibarzt einer Adeligen in Wien auf, lernte die deutsche Sprache, nahm aber keinen Kontakt zu Sigmund Freud auf, der zu dieser Zeit bereits seine Traumdeutung veröffentlicht hatte. 1905 arbeitete er wieder als Arzt in der Pariser Klinik, die er von 1920 bis zu seinem Tod leitete.
1914 wurde er als Soldat eingezogen und an der deutschen Front eingesetzt. Clérambault, der während der Gefechte spektakuläre Fotos schoss, wurde während der Kampfhandlungen schwer verwundet und zur Erholung nach Marokko geschickt. Dort nahm er mehr als tausend Fotos der einheimischen Bevölkerung auf. Vor allem interessierten ihn die stoff- und faltenreichen Gewänder der Marokkanerinnen, von denen er detaillierte Aufnahmen machte. An der Pariser „Ècole des Beaux-Arts“ unterrichtete er später Studenten in der Draperie, der Kunst, Falten und Faltenwurf zu zeichnen. Dort lehrte er auch historische und ethnographische Kostümkunde und schrieb Aufsätze über die Kunst der Drapierung.
Am 31. Januar 1918 wurde er aus der französischen Armee entlassen und mit dem Kreuz der Ehrenlegion sowie dem militärischen Orden Croix de guerre mit Palme ausgezeichnet. Zurück in Paris unterrichtete er neben seiner Tätigkeit als Psychiater Studenten, unter ihnen den jungen Lacan. Lacan bezeichnete ihn später als „seinen einzigen Lehrer in der Beobachtung der Kranken“.
Clérambault, der allmählich erblindete, beschrieb in einer Studie exakt seine sich durch das Erblinden verändernde Wahrnehmung und erschoss sich 1934 mit einer Armeewaffe vor einem Spiegel in seinem Haus in Malakoff.
Sein umfangreicher Nachlass ist bis auf einige Beschreibungen klinischer Fälle, die auf Betreiben seiner Studenten 1942 veröffentlicht worden sind, weitgehend wissenschaftlich unerschlossen.

## Psychiatrische Forschungen
Clérambault beschrieb zwischen 1916 und 1923 fünf Fälle von Erotomanie, bei denen eine Person, meistens ist es eine Frau, sich der Illusion hingibt, sie werde von jemandem geliebt, in der Regel ist es eine Person mit gehobenem Sozialstatus. Clérambault unterscheidet drei Stufen: Der ersten Phase, in der die Person hoffnungsvoll und optimistisch die begehrte Person umwirbt, folgt eine Zeit der Enttäuschung und des seelischen Schmerzes, der sich in einem dritten Stadium in Groll und Aggressivität wandelt, wo es zu gewalttätigen Übergriffen kommen kann. In der Fachliteratur wird das Phänomen als Clérambault-Syndrom bezeichnet.
Die mit einem paranoid-schizophrenen Erscheinungsbild einhergehende Variante des Liebeswahns bezeichnete er als Érotomanie symptomatique.
Bei dem Kandinsky-Clérambault-Syndrom, das Clérambault und der russische Psychiater Victor Kandinsky (1825–1889) unabhängig beschrieben haben, handelt es sich um das Erscheinungsbild einer psychischen Erkrankung, bei der der Patient der Überzeugung ist, er sei nicht Herr seines Verstandes und seines Handelns und werde von einer äußeren Instanz kontrolliert und manipuliert.

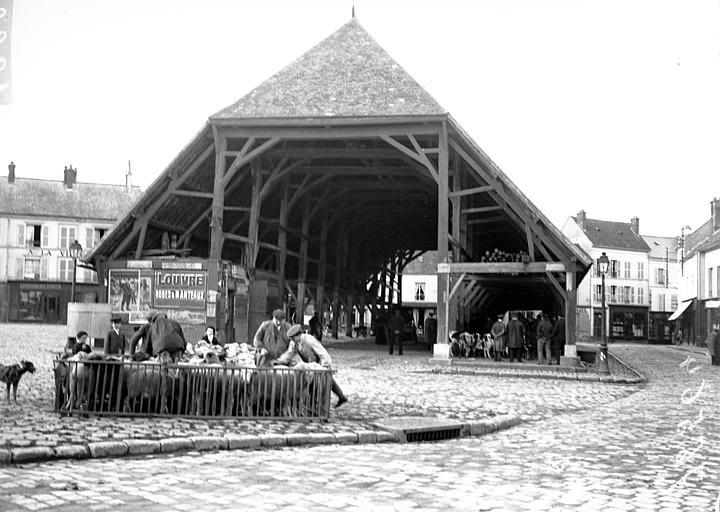
Halle in Arpajon, Foto: Clérambault 1920

## Der fotografische Nachlass
Die Negativplatten seiner Fotos befinden sich heute im Musée de l’Homme im Pariser Palais de Chaillot. Eine Auswahl seiner Fotos wurde 1990 im Centre Pompidou ausgestellt.
485 Architekturfotos, die Clérambault zugeschrieben werden, werden im Archiv der französischen Médiathèque du Patrimoine aufbewahrt.

## Rezeption in Kunst, Literatur und Film
Der französische Romanautor und Pazifist Romain Rolland schrieb ein Buch über ihn mit dem Titel Clérambault. Histoire d’une conscience libre pendant la guerre  (deutsch: ‚Clérambault. Geschichte eines freien Gewissens während des Krieges‘), erschienen 1921.
Am Beispiel Clérambaults, der unter dem Eindruck der Gräuel des Krieges und eines allgemeinen moralischen Verfalls im vergifteten Klima eines entarteten Nationalismus in eine totale Isolation zurückgeworfen wird, schildert er die Wandlung seines Protagonisten zum Pazifisten.
Unter dem Titel Clérambault: La passion des étoffes verfasste der Schweizer Autor François Conod 1989 ein Theaterstück.
Das von Clérambault beschriebene Phänomen der Erotomanie, das „Clérambault-Syndrom“, diente dem irischen Autor Ian McEwan als Grundlage für seinen Roman Liebeswahn (Enduring Love, 1997), in dem er den Fall einer homoerotischen Besessenheit beschreibt. McEwans Roman wurde 2004 mit Daniel Craig, Samantha Morton und Rhys Ifans in den Hauptrollen von Roger Michell unter dem Titel Liebeswahn – Enduring Love verfilmt. 2002 spielen Audrey Tautou und Samuel Le Bihan  die Hauptrollen in dem Film Wahnsinnig verliebt, in dem ein Fall von Erotomanie aus der Sicht der Täterin und des Opfers thematisiert wird. 
Das Clérambault-Syndrom ist ein Thema im Film Die Todesdroge der Krimi-Serie Lewis – Der Oxford Krimi (Staffel 5, Folge 3).
Von ihm beschriebene Fälle des Stoff- und Seidenfetischismus von Frauen wurden 2004 und 2008 unter den Titeln L’orgasme de la soie (deutsch: ‚Orgasmus der Seide‘) und La passion érotique des étoffes chez la femme (deutsch: ‚Erotische Leidenschaft für Stoffe bei der Frau‘) in Theatern in Rouen und Nantes szenisch aufgeführt.
Der Erstlingsfilm des französischen Regisseurs Yvon Marciano (1953–2011), Der Schrei der Seide (Le cri de la soie) mit Sergio Castellitto, Marie Trintignant und Anémone in den Hauptrollen, ist von Clérambault und seinen Untersuchungen über Seidenfetischismus inspiriert.

## Schriften
- Oeuvre psychiatrique. Paris, PUF, 1942 (2 vols.). Facs.ed.: Oeuvres psychiatriques. Frénésie, Paris 1987, ISBN 2-906225-07-X.
- Contribution à l’étude de l’othématome (pathogénie, anatomie pathologique et traitement). Thèse, Paris 1899.
- Érotomanie Pure. Érotomanie Associée.  Présentation de malade, 1921.
- Passion érotique des étoffes chez la femme. In: Archives d’anthropologie criminelle de Médecine légale et de psychologie normale et pathologique. Bd. 25. Paris 1910, S. 583–589 Volltext.
- Syndrome mécanique et conception mécanisiste des psychoses hallucinatoires.
- Oeuvres Choisies, Réédition. Editions de la Conquête 2017.